# De wrede wensput
De wrede wensput is een stripverhaal uit de reeks van Suske en Wiske. Het is geschreven door Peter Van Gucht en getekend door Luc Morjaeu. Het kwam uit als 348ste album in de Vierkleurenreeks op 15 juni 2019. De strip kent een voorpublicatie vanaf 2 maart 2019 in De Telegraaf werd gepubliceerd, met steeds twee stroken van het verhaal.

## Personages
- Suske, Wiske, Lambik, Jerom, tante Sidonia, professor Barabas, archeoloog Archibald de Graever, magiër Zeerenteen, dorpsbewoners in 1485, Cor Taf en verhuizers.

## Locaties
- Bos met een ruïne en wensput, huis van Sidonia, huis van Lambik, laboratorium van Barabas, dorp en kasteel in 1485

## Uitvindingen
- Teletijdmachine, Teledresser

## Verhaal
Op een dag strandt Lambik met zijn auto in het bos. Op zoek naar hulp komt hij terecht bij een ruïne, diep verscholen in het bos. Hier komt hij per toeval een wensput tegen met daarop de spreuk: "Wens met geluk een ander stuk". Hij besluit de put uit te testen, maar een archeoloog waarschuwt hem voor negatieve gevolgen: de wensput is vervloekt. Lambik is eigenwijs en doet dit toch, en met succes: Hij wenst een fortuin, een nieuwe auto en een villa. 
Intussen gaat het Sidonia slechter af, ze raakt haar geld en huis kwijt, ze verliest haar lange steile haar en wordt ernstig ziek. Ze wordt naar professor Barabas gebracht en hij probeert haar te helpen. De kinderen wonen dan tijdelijk bij Lambik in zijn nieuwe villa en krijgen alles wat hun hartje begeert. Lambik krijgt tot ieders verbazing mooie lange blonde haren. Jerom heeft zijn eigen vleugel die verbouwd is als steentijdgrot. Uit nieuwsgierigheid gaan ze samen met Jerom op onderzoek uit naar de bron van de rijkdom van Lambik en ontdekken de put. Lambik is er niet blij mee dat deze ontdekt is. Als uiteindelijk blijkt dat Suske, Wiske en Jerom de put niet kunnen vernietigen merken ze dat de ziel van Sidonia de put in vliegt, en daarna die van Jerom ook. Ook Jerom wordt naar professor Barabas gebracht, zowel hij als tante Sidonia zijn in levensgevaar.
Suske, Wiske en Lambik besluiten terug in de tijd te reizen met de teletijdmachine van Barabas en komen uit in het jaar 1485, waar Magiër Zeerenteen een magische put (nog zonder vervloeking) heeft gerealiseerd voor de mensen uit het dorp, om uit hun armoede te komen. Echter blijken ze uit jaloezie steeds meer luxeartikelen te wensen, wat tegen het zere been van Zeerenteen stuit. Hij besluit om de put te vernietigen, echter komen de dorpsbewoners in opstand. Suske en Wiske gaan op zoek naar het magische boek van de magiër, maar de burgers komen in opstand en de magiër wordt opgesloten in zijn kamer doordat de toegang wordt dichtgemetseld. Suske en Wiske belanden op de brandstapel. Barabas flitst ze terug, echter zonder het boek. 
De medische toestand van Sidonia en Jerom gaat achteruit en Lambik krijgt het idee om bij de ruïne op zoek te gaan naar het boek. Ze gaan op zoek naar de ondergrondse werkkamer in de ruïne en vinden deze uiteindelijk samen met de archeoloog. De archeoloog blijkt het boek graag te willen bezitten, steelt het boek, en sluit Suske, Wiske en Lambik op. Echter komen zij weer vrij en gaan de confrontatie met de archeoloog aan, die uitgeschakeld wordt. Lambik offert zich op door in de put te springen en bevrijdt zo alle opgesloten zielen van mensen die vervloekt zijn, en dus ook van Sidonia en Jerom. In de put komt Lambik ook de ziel tegen van magiër Zeerenteen. Lambik wenst dat alles dan weer was zoals het eerst was, en met succes. De archeoloog die het boek in de tussentijd heeft gestolen krijgt een grote schrik: het boek is waardeloos omdat de toverspreuken opeens verdwenen zijn.